# Léon-François Sibour
Pour les articles homonymes, voir Sibour.
Léon-François Sibour (né le 9 février 1807 à Istres - mort le 18 novembre 1864 à Antibes) est un homme d'Église et un homme politique français cousin et auxiliaire de l'archevêque de Paris, Monseigneur Marie-Dominique Sibour assassiné en 1857.

## Biographie
Après être entré au séminaire, Sibour est ordonné prêtre en décembre 1832 pour le diocèse d'Aix. Il devient secrétaire de l'archevêché avant de tenir la chaire d'histoire ecclésiastique à la faculté de théologie d'Aix en 1842.
Il est fait chevalier de la Légion d'honneur en 1845.
Du 23 avril 1848 au 26 mai 1849, il est député de l'Ardèche.
Nommé évêque de Tripoli de Phénicie (« in partibus ») le 27 décembre 1854, il est consacré évêque par le cardinal Patrizi Naro le 14 janvier 1855, dans l'église de la Trinité des Monts de Rome, pour être évêque auxiliaire de Paris, charge dont il démissionne le 3 janvier 1857. Le 7 janvier 1855, il avait été nommé chanoine du chapitre de Saint-Denis par Napoléon III.
Il meurt le 18 novembre 1864.

## Sources
- « Léon-François Sibour », dans Adolphe Robert et Gaston Cougny, Dictionnaire des parlementaires français, Edgar Bourloton, 1889-1891 [détail de l’édition]